# جوان مولينا
جوان مولينا (بالإسبانية: Joan Molina)‏ هو ممثل إسباني، ولد في 15 نوفمبر 1940 في إسبانيا، وتوفي بنفس المكان في 4 أكتوبر 2014.

## وصلات خارجية
- جوان مولينا على موقع IMDb (الإنجليزية)
- جوان مولينا على موقع أول موفي (الإنجليزية)
- جوان مولينا على موقع قاعدة بيانات الفيلم (الإنجليزية)